# Принеси мне голову Прекрасного принца
«Принесите мне голову Прекрасного принца» (англ. Bring Me the Head of Prince Charming) — первая книга из трилогии о похождениях молодого рыжего демона Аззи Эльбуба. Название пародийно отсылает к фильму Сэма Пекинпа «Принесите мне голову Альфредо Гарсиа».
Трилогия создана в соавторстве двумя корифеями мировой фантастики — Робертом Шекли и Роджером Желязны. В неё также входят следующие романы:
- «Коль в роли Фауста тебе не преуспеть» (англ. If at Faust You Don’t Succeed, 1993)
- «Театр одного демона» или «Пьеса должна продолжаться» (англ. A Farce to Be Reckoned With, 1995)

Произведение было переведено на русский язык, кроме книжного издания оно также было опубликовано в формате аудиокниги (Издательство: «Открытая студия»).

## Сюжет
Сюжет книги разворачивается вокруг состязания, которое проводится каждые тысячу лет между силами добра и зла. Суть состязания сводится к тому, что та сила, которая сотворит самое великое злодейство или благодеяние, будет править в это тысячелетие. Аззи Эльбуб, будучи по весьма щекотливому заданию на Земле, по счастливой случайности разжился в карточной игре парой ног, которые, как выяснилось, принадлежали принцу очень робкого десятка. В голове демона родился план весьма изощрённой сказки с необычной развязкой в финале.
В результате Аззи смог собрать по кусочкам и Прекрасного принца, и Спящую Красавицу (она же Принцесса Скарлетт). Для реализации своего плана хитрый демон, заручившийся поддержкой князей ада, разместил на Земле Волшебный замок, Стеклянную гору и Заколдованный лес.
Но ряд непредвиденных обстоятельств привёл к тому, что Принц оказался жутким трусом, а затем отказался влюбляться. Принцесса Скарлетт оказалась вздорной и капризной, да и к тому же спать она как-то не совсем хотела. Бедолага Фрике — верный слуга Аззи на Земле, то и дело попадал в глупейшие ситуации. И в довершение ко всему, подружка Аззи — прекрасная ведьмочка Илит — влюбилась в ангела (наблюдателя со стороны сил Добра). Поневоле начнёшь грустить. Развязка в этой истории оказалась весьма и весьма нестандартной и непредсказуемой.

Итак, Аззи получил призы и от сил Света, и от сил Тьмы. Он мог поклясться, что до него никому не удавалось выиграть сразу два таких приза.

Юмор и философская подоплёка в одном произведении — фирменный знак двух фантастов в этой книге и во всей трилогии.

## Оценка критиками
Согласно рецензии в Publisher’s Weekly, авторы следуют традициям Терри Пратчетта и Дугласа Адамса; сюжет представляет собой интерпретацию Спящей красавицы, в которой от поцелуя пробуждается зло. Произведение содержит намёки на сказку о Золушке, фильм о Франкенштейне, и классический роман Ларри Нивена и Джерри Пурнеля «Инферно»; авторы также увлекаются повторным введением в сюжет уже изложенных линий в стиле Вудхауза. По мнению критика, произведение отнюдь не так смешно, как оно могло бы быть, исходя из предпосылок сюжета.